# 13217 Alpbach
13217 Alpbach eller 1997 ML2 är en asteroid i huvudbältet som upptäcktes den 30 juni 1997 av OCA–DLR Asteroid Survey (ODAS). Den är uppkallad efter Alpbach i Österrike.
Asteroiden har en diameter på ungefär 6 kilometer.